# Austria Wiedeń (szachy)
Austria Wiedeń – klub szachowy z Wiednia, czterokrotny mistrz kraju.

## Historia
Klub został założony w 1922 roku pod nazwą Herdia. W 1926 roku zmieniono nazwę na Austria. Przed utworzeniem Staatsligi klub dwukrotnie uczestniczył w nieligowych mistrzostwach kraju (Staatsmeisterschaft), zdobywając tytuł w 1966 roku – po zwycięstwie 4,5:1,5 z SV Amstetten, a w 1973 roku zajmując trzecie miejsce. Po utworzeniu Staatsligi klub wygrał pierwszy sezon tych rozgrywek (1975/1976). W 1977 roku uzyskano trzecie miejsce, a w sezonie 1977/1978 uzyskano trzeci tytuł mistrzowski. Następnie Austria nie uczestniczyła w mistrzostwach kraju aż do 1981 roku. W sezonie 1982/1983 szachiści klubu zdobyli czwarty tytuł. W sezonie 1983/1984 Austria uczestniczyła w Pucharze Europy, odpadając w pierwszej rundzie 4,5:7,5 ze Sławią Sofia. W 1987 roku Austria Wiedeń rozpoczęła organizację turnieju Austria Open. W 1996 roku Austria spadła do Staatsligi B, a rok później zajęła pierwsze miejsce w tych rozgrywkach. Ponownie pierwsze miejsce w Staatslidze B uzyskiwano w latach 1999–2000. W tym okresie barwy klubu reprezentowali m.in. Vlastimil Jansa, Ján Plachetka i Regina Pokorná. W 2010 roku zespół spadł z ligi. W roku 2013 Austria wróciła do 2. Bundesligi.